# ヴィクター・グリニッチ
ヴィクター・ヘンリー・グリニッチ（Victor Henry Grinich、1924年11月26日 - 2000年11月5日）は、アメリカ合衆国の電気工学者である。半導体産業の先駆者であり、フェアチャイルドセミコンダクターの設立に参加した「8人の反逆者」の一人である。

## 若年期と教育
ワシントン州アバディーンでクロアチア移民の両親の間に生まれた。出生時の姓はGrgurinovicだった。第二次世界大戦中はアメリカ海軍に入隊したが、点呼の際に読みやすいように英語風のGrinichに改名した。
ワシントン大学で1946年に学士号、1949年に修士号を取得し、スタンフォード大学で1951年にPh.D.を取得した。

## キャリア
大学卒業後はSRIインターナショナルで研究者となった後、ショックレー半導体研究所に移った。1957年、グリニッチはゴードン・ムーアら他の7人とともにショックレー研究所を退社し、フェアチャイルドセミコンダクターを設立した。8人の内訳は物理学者、数学者、冶金学者で、電気技術者はグリニッチだけだった。
グリニッチは1968年にフェアチャイルド社を退社し、カリフォルニア大学バークレー校で電気工学を教えながら計算機科学を学んだ。その後、スタンフォード大学でも教鞭をとった。1975年に"Introduction to Integrated Circuits"（集積回路入門）を出版した。
1978年、RFIDの先駆的企業であるIdentronixの最高経営責任者(CEO)に就任した。1985年には、RFIDを産業用途に応用するための会社であるエスコート・メモリ・システムズ(Escort Memory Systems, EMS)社を設立した。同社は1989年にデータロジック社により買収された。
1993年、エミュレータのメーカーであるアルコス・デザイン(Arkos Design)社を共同で設立した。同社は1995年にシノプシス社により買収された。
1997年に引退し、2000年11月5日に前立腺癌で死去した。